# حرم (موقع)
المصطلح العربي لكلمة ḥaram (بالعربية: حَـرَم) له معنى «الملاذ الآمن» أو «مزار مقدس» في العقيدة الإسلامية أو اللغة العربية.

## أصل الكلمة
في اللغة العربية لها كلمتان منفصلتان: ḥaram (العربية: حَـرَم) وḥarām (بالعربية: حَـرَام، 'ممنوع' أو مقدس)، مستمدان من نفس الجذر الثلاثي السامي ح ر م. يمكن لكل من هاتين الكلمتين أن تعنيا «ممنوع» و/أو «مقدس» بشكل عام، وهناك كلمة ثالثة ذات صلة مشتقة من نفس الجذر، وهي ḥarīm (العربية: حَـرِيْـم). يغطي هذا المقال كلمة حرام (مع حروف العلة القصيرة في صيغة المفرد).

## في الإسلام

### المنطقة المحمية

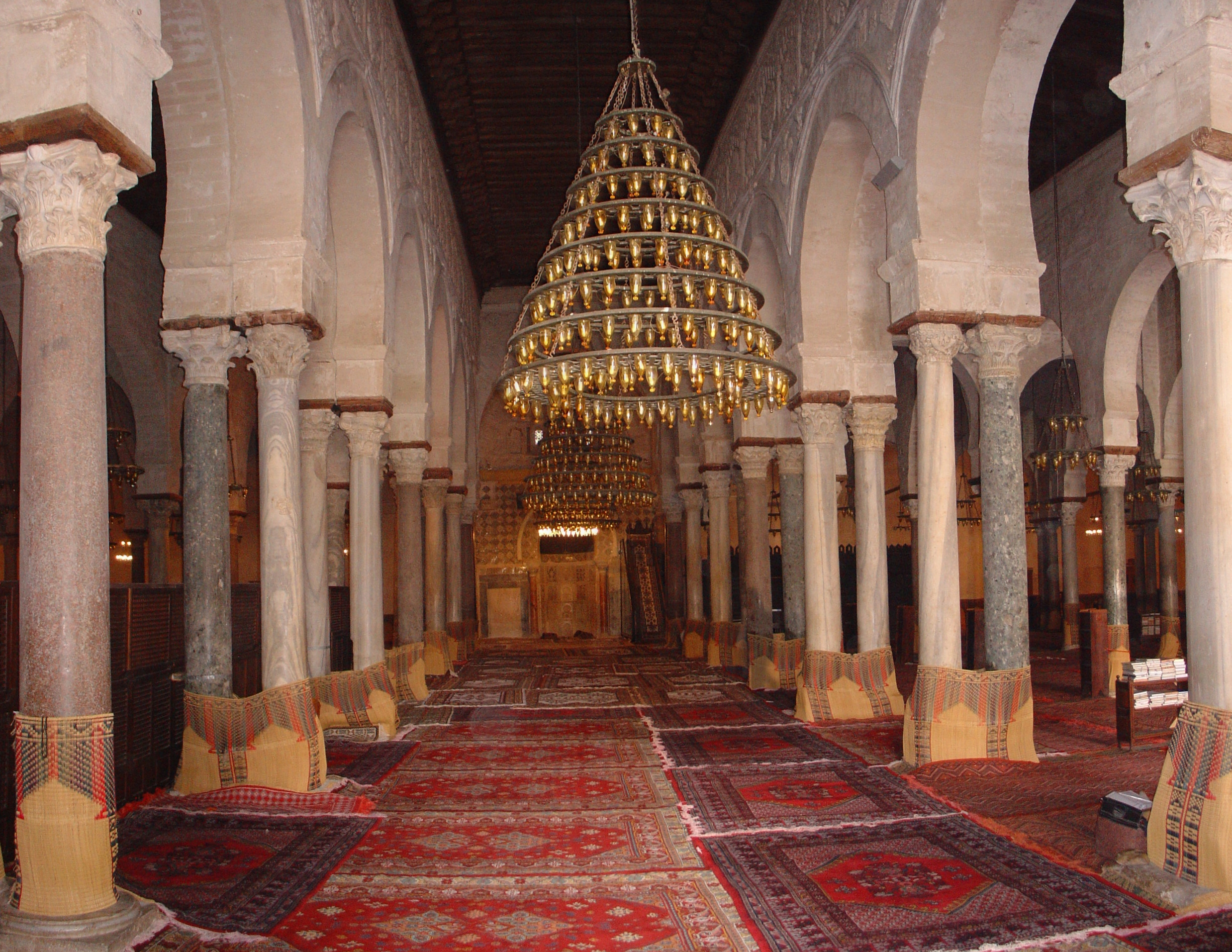
الحرم أو قاعة الصلاة في الجامع الكبير بالقيروان
(ويسمى أيضاً مسجد العقبة) التي تقع في مدينة القيروان التاريخية في تونس،أفريقيا الشمالية

كما هو مستخدم في التخطيط الحضري الإسلامي، فإنّ كلمة حرام تعني «المنطقة المحرّمة»، وهو جانب هام من التخطيط الحضري في الحضارة الإسلامية، هذه المناطق المحمية هي ملاجئ، أو أماكن يمكن للأطراف المتنازعة فيها تسوية النزاعات بالطرق السلمية. تم بناء المدن عادة بالقرب من النهر الذي يوفر مياه الشرب والمياه المنزلية (المنبع) وينقل النفايات والصرف الصحي (المصب)، يزعم المسلمون أنهم قدموا فكرة القدرة على التحمل، ومن الواضح أنه في بعض الأحيان كان يحدّ من عدد العائلات في أي مدينة. كان يتم وضع الحرمات عادة لضمان الوصول إلى الحدائق والطبيعة (التي أعطيت اسمًا آخر؛ للحماية البيئية)، لتقييد الامتداد العمراني وحماية دورات المياه ومستجمعات المياه والواحات. في هذا الصدد تشبه القواعد بقوة قوانين تقسيم المناطق الحديثة، مع نفس الأغراض.
يعتقد بعض العلماء المعاصرين أن التمييز بين الحرم والمحميات أمر ضروري؛ بسبب وجود وسائل مختلفة لتحديد المناطق التي كان من المقرر فرض قيود عليها - حيث كان اختيار الحرام يعتبر أكثر أهمية للمجتمع، في حين أن اختيار المحمية كان أكثر علاقة بالخصائص الطبيعية للمنطقة.
ربما تنشأ هذه الفكرة من التزامين مختلفين من المسلمين باحترام الإجماع (العربية: إِجْمَاع، إجماع الجيران في الإسلام) وممارسة الخلافة (العربية: خِلَافَة، الإشراف على الطبيعة في ظل أحكام الله). قد يعكس أو لا يعكس الوسائل الفعلية لصنع القرار تاريخياً. كمنطقة محمية وخطرة، يستخدم الحرام أيضاً للإشارة إلى مكان المكرس في المسجد حيت تَجري الشعائر والصلاة: هي قاعة الصلاة.

## الموقع المقدس
كلمة الحرم تعني أيضاً موقعاً مقدّساً، الموقعان اللذان لا يمكن فصلهما عن الحُرمة الإسلامية هما المسجد الحرام في مكة المكرمة (وهو ما يُسمى بالعربية: حرماً آمناً، «محمية (وهو) تأمين») في القرآن (57:28 ؛67:29))، والمسجد النبوي الشريف في المدينة المنورة، وبالتالي فإن العربية شكل مزدوج الحرمان (العربية: الحَرَمان) أو الحرمَيْن (العربية: الحَرَمَيْن) وكلاهما في الحجاز في شبه الجزيرة العربية. مُنذ عام 1986، تنازلت الملكية السعودية عن جميع الألقاب الملكية بإستثناء «خادم الحرمين الشريفين» (العربية: خَادِم الحَرَميْن الشَّرِيْفَيْن).
بالإضافة إلى ذلك، فإن مصطلح حرم يُستخدم عادةً للإشارة إلى بعض الأماكن المُقَدسة الأُخرى، مثل الحرم القدسي الشريف(العربية: الحَرَمْ الشَريْف) في القدس-على الرغم من خلال احتجاجات البعض، مثل ابن تيمية، الذي أعلن أن الأماكن الوحيدة التي يمكن أن يطلق عليها إسم «الحرام» هي مكة المكرمة والمدينة، وربما أيضاً وادي واج في الطائف، وبالتالي رفض الأماكن الأُخرى مثل الخليل وحتى القدس. في الواقع واحدة من الأسماء الإسلامية للقدس، وثلاثين الحرمَيْن (العربية: ثَالِث الحَرَمَيْن)، حَرفياً «ثلث المكانين المقدسين» يحل التوتر بين التفوق غير المألوف بين مكة والمدينة مقابل الرغبة في الاعتراف بالقدس كوضع خاص في الإسلام بطريقة متناقضة إلى حد ما. القدس كونها موطن المسجد الأقصى (واحد من عدد قليل من المساجد التي تم ذكرها بالإسم في القرآن.وبالتالي واحدة من أكثر المساجد الهامة) وينظر عادة على أنها مُقدسة بحد ذاتها.